# Volksraad

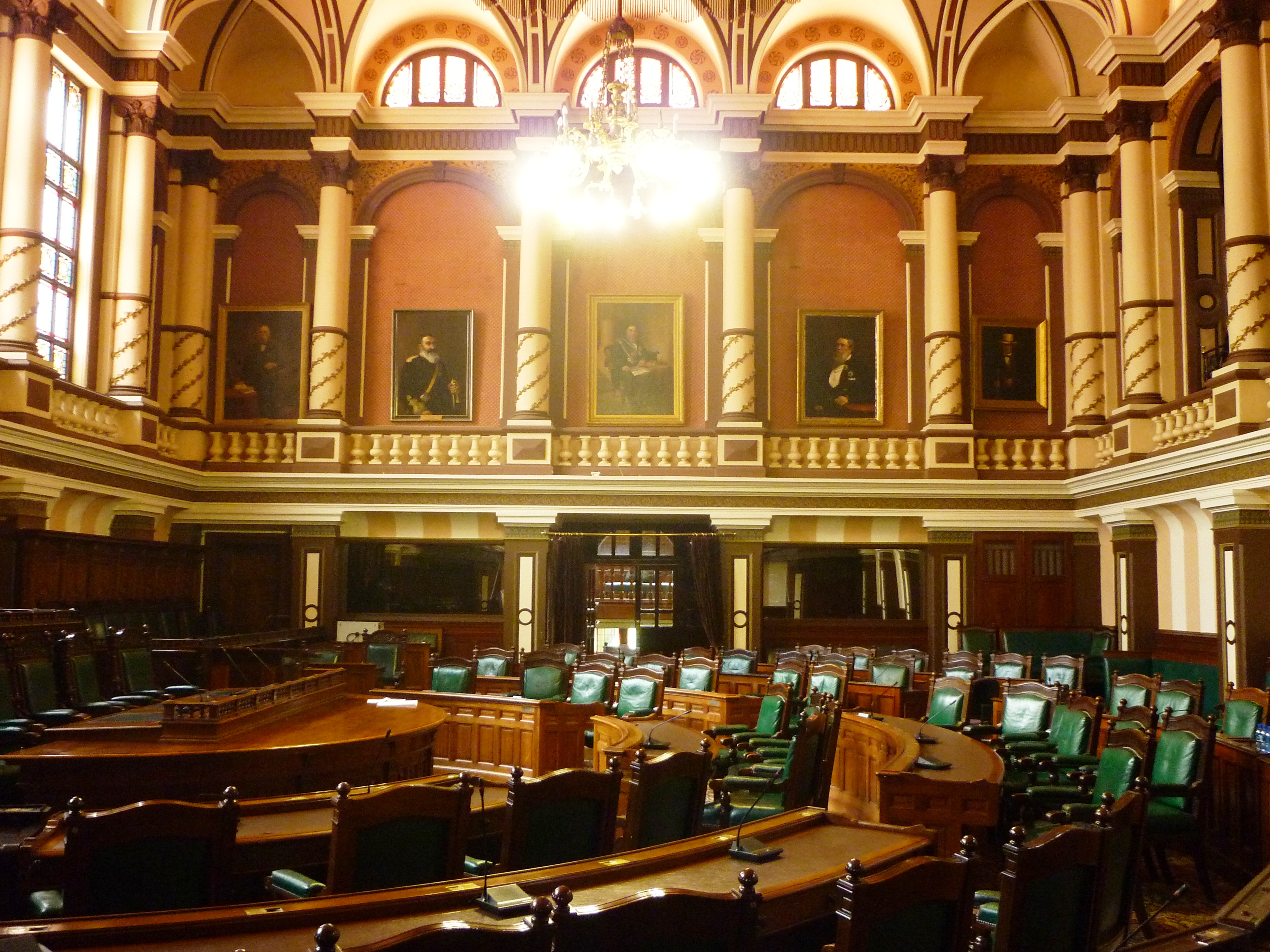
La camera dell'Ou Raadsaal

Il Volksaad (Consiglio del Popolo) fu il Parlamento dell'ex Repubblica del Transvaal (ZAR), esistente dal 1857 al 1902 in parte del territorio dell'odierna Repubblica Sudafricana. Esso era in origine un organo unicamerale di 24 membri. Tale struttura cessò di esistere dopo la vittoria Britannica nella Seconda guerra boera e la conseguente formazione dell'Unione Sudafricana.

## Storia
Il Volksraad della Repubblica Sudafricana del Transvaal fu poi diviso in due Camere nel 1890 allo scopo di riservare ai Boeri il controllo sugli affari di stato, sebbene ancora molti stranieri (gli uitlanders soprattutto inglesi) avevano voce in capitolo nelle faccende locali, in particolar modo coloro che gravitavano intorno alla fiorente industria mineraria locale. Questa divisione fu approntata proprio per eludere le proteste Britanniche a tale riguardo.
Dopo la divisione questa assemblea legislativa risultò composta da un Second Volksraad eletto da tutti i maschi bianchi che avessero compiuto i 16 anni, e di un First Volksraad (che aveva autorità soprattutto per quanto riguarda l'indirizzo politico generale dello Stato) eletto con un suffragio ancora più limitato, cioè da tutti i maschi bianchi che avessero compiuto 30 anni, che avessero una proprietà consolidata e una lunga storia di insediamento e colonizzazione nel paese.

## Altri Volksraad
- Anche lo Stato Libero dell'Orange ebbe un suo Volksraad e anche in questo caso esso cessò di esistere nel 1902 in seguito alla vittoria Britannica nella Seconda Guerra Boera.
- Il Volksraad fu anche il nome, nella lingua afrikaans della House of Assembly Sudafricana che esistette con diverse forme dal 1910 al 1994 (prima come Unione Sudafricana dal 1910 al 1961, e dopo come Repubblica Sudafricana, dal 1961 al 1994).
- Anche nella Repubblica di Natalia, che ebbe breve esistenza (dal 1839 al 1843) l'organo legislativo portò il nome di Volksraad.